# Hadronema
Hadronema is een geslacht van wantsen uit de familie van de Miridae (Blindwantsen). Het geslacht werd voor het eerst wetenschappelijk beschreven door Uhler in 1872.

## Soorten
Het genus bevat de volgende soorten:

- Hadronema bispinosum Knight, 1928
- Hadronema breviatum Knight, 1928
- Hadronema cinerescens S. Scudder, 1890
- Hadronema clavatospora G. C. Zhao & R. L. Zhao, 2012
- Hadronema decorata Uhler, 1894
- Hadronema echinata Gruetzmacher & Schaffner, 1977
- Hadronema festivum Van Duzee, 1910
- Hadronema incognitum Forero, 2008
- Hadronema mexicanum Forero, 2008
- Hadronema militaris Uhler, 1872
- Hadronema orbiculare Syd. & P. Syd., 1909
- Hadronema penniseti Hansf., 1945
- Hadronema pictum Uhler, 1895
- Hadronema princeps Uhler, 1894
- Hadronema simplex Knight, 1928
- Hadronema sinuatum Knight, 1928
- Hadronema splendida Gibson, 1918
- Hadronema uhleri Van Duzee, 1928
- Hadronema uniformis Knight, 1928
- Hadronema verrucosum A. K. Sarbhoy, Hosag. & N. Ahmad, 1986